# Puerto de San Blas
El puerto de San Blas es un paso de montaña del interior de la península ibérica, ubicado en la sierra de San Pedro. El camino que lo atraviesa conecta las provincias españolas de Cáceres y Badajoz.

## Descripción
Ubicado en la sierra de San Pedro, hace de línea divisoria entre las provincias de Cáceres y Badajoz. El puerto de San Blas, que se encuentra a una altitud de 549 m sobre el nivel del mar, aparece descrito en el cuarto volumen del Diccionario geográfico-estadístico-histórico de España y sus posesiones de Ultramar de Pascual Madoz de la siguiente manera:

BLAS (San): puerto de paso de la prov.de Cáceres, part. jud. de Montanches: es uno de los que cruzan la sierra de San Pedro y divide las prov. de Cáceres y Badajoz: tiene 1/4 leg. de subida y está cubierto de espeso monte bajo de jara, lentisco, brezo y otros arbustos; cerca de su cima mirando á las casas de D. Antonio, hay una fuente abundante de buen agua, y en la altura se encuentran 3 cruces, donde terminan los part. 
de Cáceres, Montanenes y Mérida: pasa por él un camino que conduce de Cordovilla (Badajoz) á Malpartida (Cáceres).
(Madoz, 1846, p. 358)